# Köşkönü, Yüksekova
Köşkönü là một xã thuộc huyện Yüksekova, tỉnh Hakkâri, Thổ Nhĩ Kỳ. Dân số thời điểm năm 2011 là 385 người.